# معهد علم الأحياء الفلكية بناسا
أنشأت الوكالة الوطنية للملاحة الجوية والفضاء (ناسا) معهد الأحياء الفلكية (إن أ أي) في عام 1998، لتطوير مجال علم الأحياء الفلكية وتوفير إطار علمي لمهام الرحلات الجوية. معهد (إن أ أي) عبارة عن منظمة افتراضية، تدمج بحوث علم الأحياء الفلكية وبرامج التدريب بالتنسيق مع المجتمعات العلمية الوطنية والدولية.

## التاريخ
على الرغم من أن ناسا اكتشفت فكرة إنشاء معهد علم الأحياء الفلكية في الماضي، عندما عادت التجارب البيولوجية (فايكنغ) بنتائج سلبية على الحياة على المريخ، فقدت الفائدة العامة والأموال الاتحادية لعلم الأجسام الفضائية التي جفت. في عام 1996، أدى الإعلان عن آثار ممكنة للحياة القديمة في نيزك (ألان84001) الذي سقط من المريخ إلى اهتمام جديد في هذا الموضوع.
في الوقت نفسه، وضعت وكالة ناسا برنامج علم الأصول، وقامت بتوسيع نطاقها من علم الأجسام الفضائية إلى علم الأحياء الفلكية، ودراسة الأصل والتطور والتوزيع ومستقبل الحياة في الكون.
في عام 1998، خصص مبلغ 9 ملايين دولار لتمويل معهد علم الأحياء الفلكية التابع لوكالة ناسا (إن أ أي)، وهو جهد بحثي متعدد التخصصات يستفيد من خبرات مؤسسات البحث العلمي المختلفة والجامعات من مختلف أنحاء الدولة، ويرتبط أساسا بمركز بحوث (أ إم إ إس) في ماونتن فيو بولاية كاليفورنيا.ساعد جيرالد سوفين عالم المشروع السابق ببرنامج فايكنغ، في تنسيق المعهد الجديد. في مايو / أيار اختارت ناسا أحد عشر فريقا علميا، ولكل منها باحث رئيسي (بي أي). تأسست (إن أ أي) في يوليو بواسطة سكوت هوبارد كمدير مؤقت. عين الحائز على جائزة نوبل باروخ س. بلومبرغ أول مدير للمعهد، وخدم من 15 مايو / أيار 1999 إلى 14 أكتوبر / تشرين الأول 2002.
في 2 ديسمبر 2010 أعلن المعهد أن أحد مشاريعه الممولة في المسح الجيولوجي الأمريكي، اكتشف أول كائن حي دقيق قادر على دمج الزرنيخ في الحمض النووي بدلا من الفوسفات. تم العثور على بكتيريا غفاج-1 بواسطة الباحثين في فريق في بحيرة مونو في ولاية كاليفورنيا، ولكن باحثين آخرين تجادلوا وسخروا من النتائج.

## البرنامج
يشمل برنامج ناسا علم الأحياء الفلكية (إن أ أي) باعتباره واحدا من أربعة مكونات، بما في ذلك برنامج علم الأحياء الفضائية وبرنامج علم الأحياء التطوري. و(أ إس تي أي دي) برنامج العلوم والتكنولوجيا الفلكية وعلم الأحياء الفلكية والتكنولوجيا لاستكشاف الكواكب (أ إس تي إ بي). كانت الميزانيات البرنامجية للسنة المالية 2008 على النحو التالي: (إن أ أي)، 16 مليون دولار؛ منح لبرنامج علم الأحياء وعلم الأحياء التطوري، 11 مليون دولار؛ (أ إس تي أي دي)، 9 ملايين دولار؛ (أ إس تي إ بي)، 5 ملايين دولار.

## المجموعات والفرق

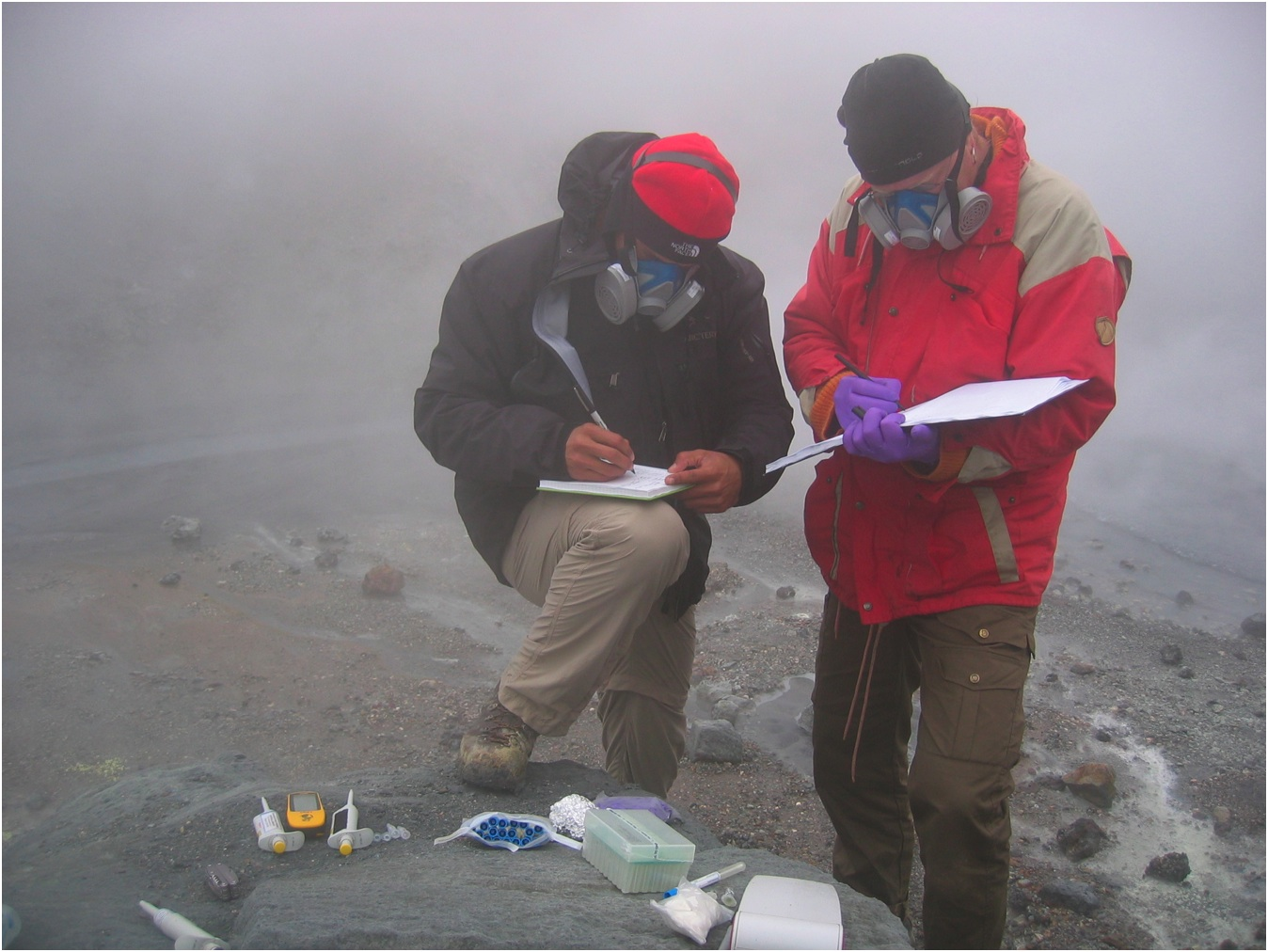
معهد الأحياء الفلكية التابع لوكالة ناسا (إن أ أي) يقومون بدراسة الحياة الميكروبية في البيئات القاسية في حفرة بركان موتنوفسكي في كامتشاتكا، شرق روسيا.

اعتبارا من عام 2015، (إن أ أي) لديها 12 فريقا بما في ذلك حوالي 600 باحث موزعين على 100 مؤسسة ~. لديها أيضا 13 منظمة شريكة دولية. بعض الفرق السابقة والحالية هي :
- جامعة أريزونا
- جامعة أريزونا.
- معهد كارنيغي بواشنطن.
- معهد جورجيا للتكنولوجيا.
- جامعة هارفرد.
- جامعة إنديانا.
- مختبر الدفع النفاث.
- مركز جونسون الفضائي.
- معهد ماساتشوستس للتكنولوجيا.
- مختبر البيولوجي للبحرية.
- جامعة متشيغان.
- جامعة مونتيانا.
- مركز البحوث (أ إم إ إس) بناسا.
- مركز جودارد للطيران الفضائي بناسا.
- جامعة بنسلفانيا.
- معهد التكنولوجيا المتعددة برينسيلار.
- معهد البحوث بسكريبس.
- جامعة واشنطن.
- جامعة وسكونسن.
- مختبر الكواكب الحية.
- جامعة بركيلي بكاليفورنيا.
- جامعة لوس أنجلوس بكاليفورنيا.
- جامعة بولدر بكولورادو.
- جامعة جزيرة رود.
- جامعة مانوا بهاواي.

## شركاء دوليون
لدى ناي برنامج شراكة مع منظمات علم الأحياء الفلكية الدولية الأخرى لتوفير فرص تعاونية لباحثيها داخل المجتمع العلمي العالمي.
- جمعية علم الأحياء الفلكية في بريطانيا (أ إس بي).
- المركز الأسترالي لعلم الأحياء الفلكية (أ سي أ).
- الشبكة الكندية لعلوم الأحياء الفلكية (سي أ إن).
- مركز الأحياء الفلكية (سي أ بي).
- الرابطة الأوروبية الفلكية / علم الأحياء الفلكية شبكة( إي أ إن أ).
- تحالف هلمهولتز: تطور الكواكب والحياة.
- معهد الأحياء الفلكية بكولومبيا(أي أ سي) .
- الشبكة الشمالية للأحياء الفلكية.
- مركز الأحياء الفلكية بروسيا (أر إ سي).
- المجتمع المكسيكي للأحياء الفلكية(إس أو إم أ).
- المجتمع الفرنسي للأحياء الفلكية(إس إف إ).
- مركز الأحياء الفلكية ببريطانيا.
- جامعة ساو باولو (يو إس بي) .

## البحث
المواضيع المختلفة التي تم اختيارها من البحوث متعددة التخصصات بواسطة (إن أ أي) اعتبارا من عام 2008 :
- المذنبات في الفضاء وفي المختبر.
- اكتشاف الغلاف البيولوجي النادر.
- بداية إمكانية الحياة على الأرض .
- بداية الرطوبة في المريخ .
- اكتشاف الكوكب الفضائي والتحولات.
- الحياة بدون الشمس.
- النظائر المعدنية للبيئة وعلم الأحياء.
- غاز الميثان على المريخ.
- الميكروبات الموجودة بالبيئة.
- نمذجة الغلاف الحيوي خارج المجموعة الشمسية.
- أصول الحياة.
- الأرض المتجمدة.
- الحياة في قاع البحر.
- ارتفاع الأكسجين و«منتصف عمر» الأرض.